# الاکولا، بخش راپلا
الاکولا، بخش راپلا (به لاتین: Alaküla, Rapla County) یک روستا در استونی است که در شهرستان راپلا واقع شده‌است.